# LGI Logistics Group International
LGI Logistics Group International GmbH (LGI) ist ein Logistikunternehmen mit rund 5000 Beschäftigten an über 50 Standorten weltweit. Der Hauptsitz befindet sich in Böblingen. Zum Portfolio zählen die Kontraktlogistik mit Value Added Services, Transportlogistik und speditionelle Leistungen sowie E-Commerce-Services. Damit wird die komplette Supply Chain abgedeckt – von der Beschaffung über die Lagerung zur Auslieferung, teils mit Installation bis hin zur Rückholung.
Als einer der größten industriellen Kontraktlogistiker ist die LGI ein Teil der schwedischen Elanders Group, ein globaler Anbieter für Supply Chain Management, Print und Packaging sowie E-Commerce.

## Geschichte
Die LGI GmbH ist 1995 aus einer Abspaltung des Unternehmens Hewlett-Packard Deutschland hervorgegangen, an der die Spedition Willi Betz zunächst in einem Joint Venture beteiligt war, später zu 100 %. Dabei startete LGI in der Branche Automotive. Ab 1997 erweiterte LGI seine Logistikleistungen um Produktionsdienstleistungen im Computer-Bereich sowie Distributions- & Ersatzteillogistik und Reparaturzentren für chemische Analysegeräte. Mit dem Ausbau des Geschäftsbereichs Healthcare-Logistik und Supply Chain Solutions ab 2001 begann auch die Globalisierung mithilfe erster Auslandsstandorten.
2006 erwarb die LGI 250 Lkws und startete damit den Werksverkehr, den Nahverkehr sowie die europaweite Gebietsspedition. Mit dem Kauf der ITG GmbH erweiterte LGI 2013 seine Logistikleistungen für die Branchen Textil-, Beauty- und Lifestyle-Industrie sowie um die Transportleistungen Luft- & Seefracht. Im Sommer 2016 wurde die LGI vom schwedischen Unternehmen Elanders zu 100 % von ihren vorherigen Beteiligungsgesellschaften aufgekauft.

## Unternehmensstruktur
Die LGI ist nach Branchen und Services gegliedert sowie über verschiedene Geschäftsbereiche organisiert.
Zur LGI-Gruppe gehören folgende Tochterunternehmen:
- ITG (Fashion & Lifestyle, Air & Sea, E-Commerce)
- HELiX (Informationstechnologie)
- Logistik Lernzentrum (Training/Weiterbildung)
- Bergen Logistics
- ReuseIT

Die LGI-Gruppe ist weltweit an mehr als 50 Standorten vertreten. In der Spedition arbeitet man mit mehr als 200 Partnern in über 90 Ländern zusammen.
In Deutschland betreibt die LGI-Gruppe aktuell 43 Standorte in folgenden Städten und Gemeinden (Stand: April 2023): Böblingen, Bondorf, Bremen, Düsseldorf, Ehningen, Erfurt, Esslingen, Filderstadt-Bernhausen, Gomaringen, Großbottwar, Hamburg, Heilbronn, Herrenberg, Herten, Horb a.N., Hünxe, Ketsch, Manching, München, Mörfelden-Walldorf, Neckarsulm, Neustadt (Sachsen), Nufringen, Nürnberg, Oberhausen, Ostfildern, Reutlingen, Sindelfingen, Stuttgart, Waghäusel, Werder (Havel), Wiesloch, Winnenden.